# Usha Vance
Usha Chilukuri Vance, geboren als Usha Bala Chilukuri (San Diego, Californië, 6 januari 1986), is een Amerikaanse juriste en de echtgenote van J.D. Vance. Ze is sinds 20 januari 2025 de second lady van de Verenigde Staten.

## Biografie
Vance is geboren in een buitenwijk van San Diego, als dochter van Indiase ouders uit Andhra Pradesh. Zij emigreerden in de jaren 80 naar de Verenigde Staten. Haar vader was werktuigbouwkundig ingenieur, haar moeder was moleculair bioloog. Vance ging naar de Mt. Carmel High School.
Later studeerde ze aan de Yale University, waar ze lid was van Phi Beta Kappa. In 2007 rondde ze haar studie geschiedenis summa cum laude af. Na haar afstuderen gaf ze lessen Engelse en Amerikaanse geschiedenis aan de Sun-Yat-sen Universiteit in Guangzhou. Vervolgens studeerde ze aan het Clare College van de Universiteit van Cambridge, waar ze in 2010 een Master of Philosophy in vroegmoderne geschiedenis behaalde. In 2013 behaalde ze haar Juris Doctor aan de Yale Law School, waar ze redacteur was van het Yale Law Journal en uitvoerend redacteur van het Yale Journal of Law & Technology.
Tijdens haar studie aan de Yale Law School leerde ze J.D. Vance kennen, die daar eveneens studeerde. De twee trouwden in 2014. De ceremonie was interreligieus; zij is hindoe is en hij christen. In 2014 stond zij nog geregistreerd als Democraat. Het stel zou later twee zonen (2017, 2020) en een dochter (2021) krijgen.

### Carrière
Na haar studie werkte Vance als juridisch medewerker voor rechters Amul Thapar in Kentucky (2013–2014), Brett Kavanaugh bij het Hof van Beroep voor het circuit van het District of Columbia (2014–2015) en John Roberts bij het Hooggerechtshof van de Verenigde Staten (2017–2018). Daarna werkte ze bijna zes jaar als advocaat bij Munger, Tolles & Olson. Vance was tevens lid van de raad van bestuur van de Gates Cambridge Alumni Association en secretaris van het bestuur van het Cincinnati Symphony Orchestra.
Vance hielp haar man bij het noteren van zijn ideeën, wat de basis zou vormen voor zijn boek Hillbilly Elegy, dat in 2016 werd gepubliceerd. In de in 2020 verschenen verfilming, wordt zijzelf vertolkt door Freida Pinto.

### Second lady
In juli 2024 stopte Vance met haar werk als jurist om zich te richten op haar familie tijdens de vicepresidentscampagne van haar man voor de Amerikaanse presidentsverkiezingen 2024. Ze adviseerde hem, reisde mee naar campagnebijeenkomsten en verscheen soms samen met hem op het podium. In januari 2025, na de verkiezingsoverwinning van Donald Trump, werd J.D. Vance geïnaugureerd als vijftigste vicepresident van de Verenigde Staten, waarmee Usha Vance de second lady werd. Ze is de eerste second lady met een Indiase achtergrond.
In februari 2025 vergezelde ze haar man tijdens bezoeken aan Frankrijk en Duitsland. Diezelfde maand stelde president Trump haar aan als bestuurslid van het John F. Kennedy Center for the Performing Arts. In maart van dat jaar leidde zij op de Special Olympics World Winter Games in Turijn de presidentiële delegatie van de VS.
Ook zou zij de presidentiële afvaardiging, bestaande uit onder meer Michael Waltz en Chris Wright,  leiden die later in maart 2025 een driedaags bezoek zou gaan brengen aan een Amerikaanse militaire basis, twee steden en een hondenslederace in Groenland. De Deense premier Mette Frederiksen en Groenlandse premier Múte Egede uitten kritiek op deze niet met de Deense of Groenlandse regering afgesproken actie. President Trump verklaarde in de maanden daarvoor Groenland bij de VS te willen voegen. Na de ontstane ophef besloot J.D. Vance met zijn vrouw mee te gaan. Ook werd het bezoek ingekort tot een dag, waardoor enkel Pituffik Space Base kon worden aangedaan.
In april 2025 reisde de second lady met haar gezin naar Rome om daar pasen te vieren en voor een ontmoeting tussen haar man en de Italiaanse premier Giorgia Meloni. Ook trof het gezin in Vaticaanstad leiders van de Rooms-Katholieke Kerk. Paus Franciscus, die enkel met J.D. Vance samenkwam en hem onder meer paaseieren meegaf voor de kinderen van het stel, overleed de dag na hun bezoek. Op de sterfdag van de paus arriveerde de familie in India, waar Usha Vance wortels heeft, voor een vierdaags bezoek, dat benut werd voor handelsbesprekingen en het bezichtigen van tempels. In mei maakte Usha Vance deel uit van de Amerikaanse delegatie die aanwezig was bij de inauguratie van paus Leo XIV en die een dag daarna een officiële audiëntie had met de nieuw gekozen paus.